# 42e méridien est
En géographie, le 42e méridien est est le méridien joignant les points de la surface de la Terre dont la longitude est égale à 42° est.

## Géographie

### Dimensions
Comme tous les autres méridiens, la longueur du 42e méridien correspond à une demi-circonférence terrestre, soit 20 003,932 km. Au niveau de l'équateur, il est distant du méridien de Greenwich de 4 675 km,.
Avec le 138e méridien ouest, il forme un grand cercle passant par les pôles géographiques terrestres.

### Régions traversées
En commençant par le pôle Nord et descendant vers le sud au pôle Sud, Le 42e méridien est passe par:
| Coordonnées          | Pays, territoire ou mer | Notes |
| -------------------- | ----------------------- | --- |
| 90° 00′ N, 42° 00′ E | Océan Arctique          | |
| 80° 30′ N, 42° 00′ E | Mer de Barents          | |
| 68° 29′ N, 42° 00′ E | Mer Blanche             | |
| 66° 23′ N, 42° 00′ E | Russie                  | |
| 43° 13′ N, 42° 00′ E | Abkhazie ou la Géorgie  | l'Abkhazie est un État partiellement reconnu. La plupart des pays considèrent qu'elle fait partie de la Géorgie[réf. nécessaire]. |
| 43° 01′ N, 42° 00′ E | Géorgie                 | |
| 41° 30′ N, 42° 00′ E | Turquie                 | |
| 37° 10′ N, 42° 00′ E | Syrie                   | |
| 36° 44′ N, 42° 00′ E | Irak                    | |
| 31° 09′ N, 42° 00′ E | Arabie saoudite         | |
| 17° 42′ N, 42° 00′ E | Mer Rouge               | |
| 16° 51′ N, 42° 00′ E | Arabie saoudite         | Îles Farasan |
| 16° 38′ N, 42° 00′ E | Mer Rouge               | |
| 13° 48′ N, 42° 00′ E | Érythrée                | |
| 12° 50′ N, 42° 00′ E | Éthiopie                | |
| 11° 52′ N, 42° 00′ E | Djibouti                | |
| 10° 55′ N, 42° 00′ E | Éthiopie                | |
| 4° 06′ N, 42° 00′ E  | Somalie                 | |
| 0° 59′ S, 42° 00′ E  | Océan Indien            | |
| 60° 00′ S, 42° 00′ E | Océan Austral           | |
| 68° 22′ S, 42° 00′ E | Antarctique             | Terre de la Reine-Maud, revendiquée par la Norvège                                                                                |